# Oshana
Oshana je jedna od trinaest regija u Namibiji. Središte regije je grad Oshakati.

## Zemljopis
Regija Oshana nalazi se na sjeveru Namibije s površinom od 8.653 km² najmanja je namibijska regija.
Graniči s regijama:
- Ohangwena - sjever
- Oshikoto - istok
- Kunene - jug
- Omusati - zapad

## Stanovništvo
Prema popisu stanovništva iz 2010. godine regija je imala 238.648 stanovnika), dok je prosječna gustoća naseljenosti 28 stan./km2. Broj stanovnika za deset godina povećao se za oko 100.000.
Regija obuhvaća devet izbornih jedinica: Oshakati, Ongwediva, Okaku, Okatana, Ondangwa, Ompundja, Uukwiyu, Okatjali, and Uuvudhiya.